# Clément-Salvator de Habsbourg-Toscane
Pour les autres membres de la famille, voir Maison de Habsbourg-Lorraine.
Clemens-Salvator de Habsbourg-Toscane (en allemand : Clemens Salvator von Habsburg-Lothringen), archiduc d'Autriche et prince de Toscane, est né le (6 octobre 1904, au château de Wallsee, en Autriche-Hongrie, et mort le 20 août 1974 à Salzbourg, en Autriche. Membre de la maison de Habsbourg-Lorraine, il renonce à ses droits et titres et prend le titre de comte (1931), puis prince d'Altenburg en 1949.

## Biographie

### Famille
Quatrième fils et huitième des dix enfants de François-Salvator de Habsbourg-Toscane (1866-1939), archiduc d'Autriche et prince de Toscane, et de son épouse Marie-Valérie d'Autriche (1868-1924), archiduchesse d'Autriche et princesse de Hongrie, Clément-Salvator de Habsbourg-Toscane naît au château de Wallsee, le 6 octobre 1904. Il est le filleul de son grand-père paternel l'archiduc François-Salvator. Par sa mère, il est le petit-fils de François-Joseph Ier, empereur d'Autriche et roi de Hongrie et de son épouse, Élisabeth de Wittelsbach, plus connue sous le nom de Sissi. Il effectue ses études au Collège Stella Matutina de Feldkirch. 

### Mariage et descendance
Afin de pouvoir se marier morganatiquement, il renonce à ses droits, titres et prérogatives par diplôme du chef de la maison impériale du 19 février 1930. Il reçoit le nom d'« Altenburg » par ordonnance du gouvernement de Basse-Autriche, puis prend le titre de « prince d'Altenbourg » transmissible à sa descendance, par diplôme du 15 décembre 1949,.
Clément-Salvator épouse à Vienne le 20 février 1930 Elisabeth comtesse Rességuier de Miremont, née à Nisko, Galicie, le 28 octobre 1906 et morte à Salzbourg, le 9 juillet 2000, fille du comte Friedrich Bernard Rességuier de Miremont et de Christiane comtesse de Wolkenstein, baronne de Trostburg et Neuhauss. 
Ils ont neuf enfants titrés prince(sse) d'Altenburg, :
- Valerie d'Altenburg (née à Vienne le 16 janvier 1931), épouse en 1959 Mario Heinrich comte von Ledebur-Wicheln (1931-2020), dont six enfants ;
- Clemens d'Altenburg (Vienne le 8 février 1932 - Salzbourg 19 mai 2022), épouse en 1964 Laurence Costa de Beauregard (1942), dont deux enfants ;
- Georg d'Altenburg (né à Vienne le 23 septembre 1933), graphiste, épouse en 1963 Maria Roswitha Wickl (1941), dont trois enfants ;
- Peter d'Altenburg (Vienne le 18 septembre 1935 - Graz 9 décembre 2008), épouse en 1965 Juliane comtesse von Waldstein-Forni (1940), dont cinq enfants ;
- Christoph d'Altenburg (Château de Wallsee le 28 avril 1937 - Braidwood, Nouvelle-Galles du Sud, Australie 11 août 2008), ingénieur agronome, artiste, philosophe, épouse en 1970 Kirsty Mackay (1946), dont trois enfants ;
- Elisabeth d'Altenburg (née à Vienne le 11 décembre 1938), puéricultrice, célibataire ;
- Franz Josef d'Altenburg (en) (Ischl le 15 mars 1941 - Schlatt 18 août 2021), céramiste et sculpteur, épouse en 1969 Christa baronne von Härdtl (1945), dont quatre enfants ;
- Nikolaus d'Altenburg (Ischl le 22 mai 1942 - 10 mai 2021), hôtelier, épouse en 1973 Suzanne Robinow (1946), divorcés, dont deux enfants, puis épouse en 2005 Brigitte von Waecheter (1956) ;
- Johannes d'Altenburg (né à Gmunden le 21 janvier 1949), ingénieur, épouse en 1978 Eugenie Fundulus (1953), dont quatre enfants.

### Mort
Clément-Salvator meurt le 20 août 1974, à l'âge de 69 ans à Salzbourg. Il est inhumé au cimetière de Salzbourg-Aigen.